# Matt et les Monstres
Production
Diffusion
Matt et les Monstres est une série télévisée d'animation néerlando-franco-italienne.
En France, elle est diffusée à partir du 20 décembre 2008 sur Canal+ Family dans l'émission Canaille + et à partir du 7 février 2010 sur M6 dans l'émission M6 Kid. Elle est rediffusée sur Gulli à partir du 8 octobre 2012.
Au Québec, elle a été diffusée à partir du 2 avril 2011 à Télé-Québec et, par la suite, sur Télétoon à partir du 1er juin 2015.

## Synopsis
La série suit les aventures d'un garçon de neuf ans nommé Matt, accompagné de son père, sa voisine Manson et son monstre de compagnie Dink. Ils dirigent une agence de monstres dont le but est de traquer des monstres de toutes tailles afin de protéger la ville de Trojoliville.

## Voix françaises
- Céline Melloul : Matt
- Karine Pinoteau
- Emmanuel Gradi : Bruce
- Marie Diot
- Cathy Cerda : Mme Bovary
- Patrick Noérie
- Sylvain Solustri
- Bernard Jung

 Source et légende : version française (VF) sur RS Doublage et générique de fin.

## Personnages
Matt Average : C'est un enfant de neuf ans qui, avec son père, son monstre de compagnie Dink et sa voisine Manson, dirigent une agence de monstres. Malgré son jeune âge, il est assez intelligent et ingénieux en matière de chasse aux monstres. Matt a également trois petits monstres qu'il garde comme animaux de compagnie. 
Manson : Elle est la voisine de Matt, une fille stoïque à l' apparence gothique qui aime tout ce qui se rapporte aux monstres. Le père de Matt la confond constamment avec un garçon. 
Bruce Average : Il est le père de Matt et le propriétaire de l'Agence Anti-Monstre. 
Hèlène Average : Elle est la mère de Matt. Il est très rare qu'elle parte en mission mais c'est parfois elle qui sauve la situation. 
Dink : L'animal de compagnie de Matt et un bon monstre. Il parle dans sa propre langue que seul Matt peut comprendre. Il peut tirer des décharges électriques à partir des cornes qu'il a sur sa tête. 
Les mini-monstres : ce sont de petits et bons monstres que Matt garde comme animaux de compagnie. L'un des mini-monstres est un monstre de boue brun verdâtre avec un seul œil, appelé Mika. Le deuxième mini-monstre est une créature violet clair avec une tête de chat et le bas du corps d'un calmar, appelé Uxi. Le troisième mini-monstre est un petit dragon de couleur dorée avec des lunettes et de petites ailes bordeaux nommé Sid. 
Le maire : Le maire de la ville. Il est chargé de confier les missions à l'Agence Anti-Monstre. 
Le shérif : est l'un des agents les plus importants de la ville. 
Madame Bovary : Une femme avec des pouvoirs surnaturels supposés, qui chasse également des monstres. Sa société est connue sous le nom de "La Compagnie Bovary". Elle est la rivale de Matt et de son père. Son nom est tiré de Madame Bovary, bien que son personnage en général soit à peu près basé sur Madame Blavatsky. 
Professeur Appendix : l'homme de main de Madame Bovary. 
Sonia : une camarade de classe de Matt. Il a un gros coup de cœur pour elle. 
Socrate : un tyran de la classe de Matt. 

## Diffusion
- Pays-Bas - Disney XD (et Jetix), Disney Channel[6]
- France - Canal+ Family, M6,Gulli
- États-Unis - Starz Kids & Family[7]
- Espagne - Antena 3, Disney Channel[8]
- Asie du Sud-Est - Boomerang, Cartoon Network[9],[10]
- Portugal - RTP2, Canal Panda[6]
- Italie - Rai 2, Rai Gulp[11]
- Israël - Noga Communications[6]
- Pakistan - Cartoon Network
- Allemagne - Disney Channel, KiKA[12]
- Singapour - Okto[6]